# Datowanie bezwzględne
Datowanie bezwzględne (zwane inaczej absolutnym) – sposób datowania odnoszący się do określonych dat kalendarzowych. Musi opierać się na istnieniu przebiegającego, zależnego od czasu procesu.
Do metod datowania bezwzględnego zalicza się:
- datowanie historyczne
- datowanie izotopowe, np.:
  - metodą radiowęglową
  - metodą potasowo-argonową
  - metodą uranowo-torową
- datowanie termoluminescencyjne
- metodę optyczną
- metodę elektronowego rezonansu spinowego
- metodę trakową
- dendrochronologię
- warwochronologię
- datowanie ultradźwiękowe kości